# Frans Maas
Frans Maas (ur. 13 lipca 1964 w Bergen op Zoom) – holenderski lekkoatleta, specjalizujący się głównie w skoku w dal. Brat prezentera telewizyjnego Cornalda Maasa.
Zdobył dwa medale halowych mistrzostw Europy – złoty (Budapeszt 1988) i brązowy (Haga 1989). Pięciokrotnie był mistrzem Holandii na otwartym stadionie (1983, 1989, 1990, 1993, 1994) i również pięciokrotnie w hali (1984, 1991, 1992, 1993, 1994). Swój halowy rekord życiowy (8,11 m) ustanowił podczas halowych mistrzostw Europy w Hadze 19 lutego 1989. Jego rekord życiowy na otwartym stadionie, który wynosi 8,07 m został ustanowiony 8 lipca 1989 w Hengelo.
Uprawiał również m.in. trójskok w 1987 został mistrzem Holandii. Jego rekordy życiowe w tej konkurencji - 16,12 m (stadion) i 16,24 m (hala).